# Češće
Češće je naselje u općini Hadžići, Federacija BiH, BiH.

## Stanovništvo
Nacionalni sastav stanovništva 1991. godine, bio je sljedeći:
ukupno: 154
- Srbi - 129 (83,76%)
- Bošnjaci - 25 (16,24%)